# 苯甲酸正丁酯
苯甲酸正丁酯（英語：n-Butyl benzoate），简称苯甲酸丁酯，是一种由苯甲酸与正丁醇构成的酯类化合物，化学式C11H14O2。为无色粘稠油状液体，不溶于水，溶于丙酮，能与乙醇和乙醚混溶。具有果香和百合花香味，天然存在于鏈黴菌屬、北美金縷梅、黃酸棗等物种。为一种溶剂和合成香精。

## 用途
苯甲酸正丁酯具有多种用途。在化学合成中可作为有机溶剂，能溶解树脂和油脂；或作为原料用于生产香料及增稠剂。在化妆品等日用品领域，其可作为香水香精以及肥皂香精使用。在纺织领域，给聚酯纤维上色时可用作染料载体, 以提高染色速度及耐洗度、加深颜色染度，且染色温度在沸点以下。

## 制备
苯甲酸正丁酯可利用酯化反应或酯交换反应得到。
酯化反应法用苯甲酸与正丁醇为原料，酸作为催化剂。传统工业生产方法催化剂为硫酸，工艺已经成熟，但存在设备腐蚀、后处理麻烦、硫酸消耗量大等不足。其他酸催化剂为固体酸催化剂，包括杂多酸、对甲苯磺酸、氧化亚锡、十二水合硫酸铁铵、一水硫酸氢钠等。
酯交换法则采用苯甲酸甲酯和正丁醇进行。加入碳酸钠使两者发生醇解生成苯甲酸正丁酯以及副产物甲醇，反应温度在140℃下进行，并同时蒸出甲醇。反应结束后分离出催化剂，随后进行真空蒸馏即可得到精制苯甲酸正丁酯。